# Warzen-Anglerfisch
Der Warzen-Anglerfisch (Antennarius maculatus), wegen seiner bunten Zeichnung auch Clown-Anglerfisch genannt, ist ein maximal 15 Zentimeter langer Vertreter der Anglerfische (Antennariidae). Er gehört einer Gruppe nah verwandter Arten um den Gemalten Anglerfisch (Antennarius pictus).

## Merkmale
Der Warzen-Anglerfisch ist als adultes Tier mit zahlreichen Warzen überzogen. Er ist meist weiß oder gelb, mit unregelmäßigen rostroten Flecken und ähnelt so einem von Kalkalgen überwachsenen Stein oder einem Schwamm. es gibt aber auch grüne Exemplare mit einer unregelmäßigen weißen Zeichnung und runden schwarzen und gelben Flecken. Junge Warzen-Anglerfisch sind grellbunt weiß, gelb und rot gezeichnet und ahmen mit ihrer Zeichnung giftige Nacktkiemer-Schnecken nach. Sie leben viel weniger versteckt als ausgewachsene Tiere. Die Angel (Illicium) ist doppelt so lang wie der zweite Strahl der Rückenflosse. Der Köder (Esca) ähnelt einem kleinen Fisch. 

## Verbreitung
Die Fische leben im Indopazifik, von den Malediven und Mauritius, über die Inselwelt Indonesiens und der Philippinen bis zu den Salomon-Inseln. Sie halten sich in flachem Wasser, in Tiefen von einem bis fünfzehn Metern in Korallenriffen auf.